# Dirt (série de televisão)

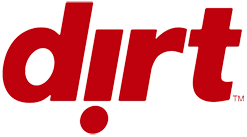
Logo da Série televisiva DIRT.

Dirt foi uma série de televisão norte-americana cuja protagonista é Lucy Spiller (interpretada por Courteney Cox), que é uma cínica, inescrupulosa e egoísta editora da revista de fofocas que deu o nome à série. A primeira temporada, com treze episódios, foi ao ar nos EUA em 2007, pelo Canal FX.
A temporada começa com a existência de duas revistas. A primeira, chamada Now, , em que o foco são as celebridades e suas atuações, ao passo que a segunda, "Dirt", revela os bastidores e segredos de Hollywood, ou o seu lado mais sórdido. E, evidentemente, é a segunda revista que acaba por prevalecer, em detrimento da primeira.
Lucy Spiller, com a ajuda do talentoso e esquizofrênico fotógrafo e paparazzi Don Konkey, manipula a vida das pessoas do showbiz, desvendando detalhes escabrosos de suas vidas, tudo em um ambiente extremamente competitivo e cujas regras de jogo definitivamente não são um exemplo de fair play. Um dos principais focos da série é o relacionamento de Lucy e Holt Mclaren (interpretado por Josh Stewart), um ator que, após dar revelações bombásticas sobre outra atriz, teve sua carreira restaurada.
Julia Malory, namorada de Holt, era uma grande atriz que tinha tudo de bom: dinheiro, fama, um namorado bonito. Até que esse namorado (Holt) se envolve em um acidente junto com ela, e a partir daí a carreira começa a decair.
A série teve duas temporadas e contou com a participação da atriz Jennifer Aniston no último episódio da 1ª temporada.
No Brasil a série foi exibida pelo canal People + Arts e nos EUA pelo canal FX.
A série estreou em Portugal no canal FX em Novembro de 2007.